# Hoa trinh nữ (bài hát)
"Hoa trinh nữ" là một bài hát của nhạc sĩ Trần Thiện Thanh. Nội dung kể về một người lính khi thấy cành hoa trinh nữ thì lòng nhớ về người yêu ở xa.

## Xuất xứ
Bài hát này được cho là còn ẩn chứa cả một câu chuyện tình của ca sĩ Nhật Trường (tức nhạc sĩ Trần Thiện Thanh) với ca sĩ Minh Hiếu vào thời đó.
Trong bài hát có đoạn: Tôi không phải là vua nên mộng ước thật bình thường như một lời trách móc của nhạc sĩ, nói hộ lòng mình, một chuyện tình cay đắng được đưa vào từng câu chữ (ca sĩ Minh Hiếu lên xe hoa với tướng Nguyễn Phúc Vĩnh Lộc), sự trải lòng qua những giai điệu và sự thù hận tuy biến thành bài hát, khéo léo ví von về một loài hoa nhưng rất rõ nỗi chua cay mà hơn ai hết nữ ca sĩ Minh Hiếu là người hiểu ẩn ý này. Có lẽ vì thế mà bài hát Hoa trinh nữ tuy được phổ biến bởi các ca sĩ khác trên đài phát thanh, phòng trà, vũ trường, tụ điểm ca nhạc, thu âm rầm rộ nhưng chính ca sĩ Minh Hiếu lại không hát bài này.